# Elle ou lui
Pour l’article homonyme, voir Elle ou lui (film, 1999).
Pour plus de détails, voir Fiche technique et Distribution.
Elle ou lui (Belle al bar, Sexy Dancingest) est film italien réalisé par Alessandro Benvenuti, sorti en 1994. 
Le titre francophone de cette comédie abordant le thème de la transidentité. Deux films de Leo McCarey portent le même titre français celui (l'un de 1939 et l'autre de 1957).

## Synopsis
Un homme névrosé et malheureux tombe amoureux de son cousin travesti. 

## Histoire
Leo est un homme obsessif et malheureux marié à Simona. Il souffre de troubles psychosomatiques et de phobies, comme la peur d'être enfermé dans une salle de bains. Lorsqu'il s'enferme accidentellement dans les toilettes publiques, il devient hystérique et est secouru par Giulia, une call-girl qui le ramène inconscient chez lui. Quand Léo se réveille, il découvre que Giulia n'est autre que « Giulio » son cousin et ancien camarade de jeu qui lui déclare son amour. Au début, Léo rejette Giulia et la traite comme un homme, mais peu à peu, il en vient à l'aimer de toutes les manières.

## Fiche technique
- Titre en français :  Elle ou lui
- Titre original : Belle al bar
- Réalisation :	Alessandro Benvenuti
- Sujet : Ugo Chiti, Nicola Zavagli, Alessandro Benvenuti
- Scénario : Ugo Chiti, Nicola Zavagli, Alessandro Benvenuti
- Producteur : Giorgio Leopardi
- Maison de production : Union Film
- Distribution en italien : U.I.P.
- Photographie :	Blasco Giurato
- Montage : Carla Simoncelli
- Effets spéciaux : Adriano Pischiutta, Francesco Sabelli
- Musique : Patrizio Fariselli
- Décors : Eugenio Liverani
- Costumes : Eugenio Liverani
- Durée : 100 min
- Genre : Comédie
- Pays de production :  Italie
- Année : 1994

## Distribution
- Alessandro Benvenuti
- Assumpta Serna
- Eva Robin's
- Andrea Brambilla
- Pietro Ghislandi
- Giovanni Pellegrino
- Lucia Ragni
- Simona Nobili